# 上罗村
上罗村，是中华人民共和国广东省广州市从化区江埔街道所辖的一个行政村。村委会设在上罗沙，位于江埔街道东面约11千米处。明朝末期，此地居住的最早居民为罗氏家族，此地当时称罗屋。由于此地两侧为山脉，中间是谷地，因而得名罗洞。罗洞区域内设有上下两个约所，上方称“罗溪约所”，下方称“沙广约所”。1949年开展地方建政工作，取两个约所名称首字，将此地命名为罗沙乡。1958年人民公社化时成立上罗大队，因在罗洞之上而得名。1983年12月改称乡，1987年1月改称村。辖17条自然村（高潭、上高潭、车下、麦洞、半岭、大斜鿿、横岗、高田、长山、高浪、上围、下围、鹧鸪山、老屋、下洞、朱围、叶围）。1998年时，全村共有587户，人口2828人。